# Anaphothrips badius
Anaphothrips badius är en insektsart som först beskrevs av Williams 1913.  Anaphothrips badius ingår i släktet Anaphothrips, och familjen smaltripsar. Arten är reproducerande i Sverige.